# 자랴 모듈

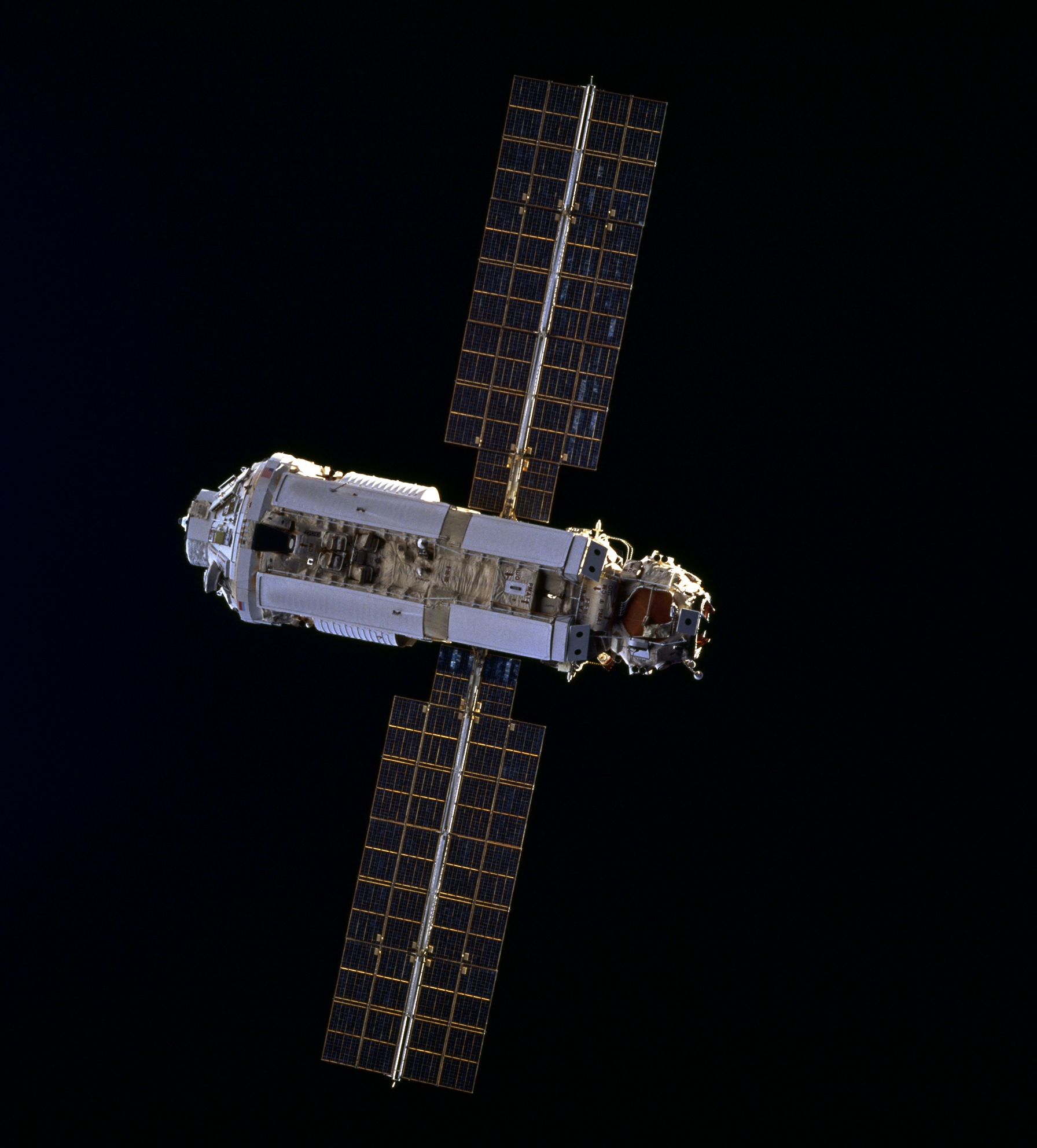
자르야의 모습(NASA)

자랴(러시아어: Заря́→새벽)은 1998년 11월에 발사된 국제 우주 정거장의 첫 모듈이다.
1998년 11월 20일 카자흐스탄 바이코누르 우주센터에서 프로톤 로켓에 의해 발사되었다.
1998년 12월 4일 미국 우주왕복선 STS-88 비행에 의해 유니티 모듈이 발사되어 도킹하였다.
자르야는 미국이 비용을 지불하였고, 미국의 소유이다. 1994년부터 1998년까지 러시아 모스크바에 있는 흐루니체프 우주센터에서 제작되었다. 록히드 마틴의 "버스-1" 모듈 대신 선정되어 제작된 것인데, 보다 훨씬 싼 가격이었기 때문이다. 버스-1 모듈은 4억 5천만 달러, 자랴는 2억 2천만 달러를 요구했다.
자랴에는 3개의 도킹 포인트가 있다. 하나는 유니티 모듈과의 도킹에 사용되고, 다른 하나는 소유즈 우주선이나 프로그레스 우주선의 도킹에 사용된다.
자랴에는 길이 10.67 m, 폭 3.35 m 인 2개의 태양 전지판이 6개의 니켈 카드뮴 배터리와 함께 약 3 kw 의 전력을 공급한다.
자랴에는 16개의 외부 연료 탱크에 6톤의 연료가 실려 있다. 24개의 큰 자세제어 로켓과 12개의 작은 자세제어 로켓, 그리고 2개의 궤도변경용 부스터 로켓이 장착되어 있다.

## 기관
자랴는 화물 저장용 모듈이며, 수납 공간에 왼쪽은 200번대, 오른쪽은 400번대로 번호를 매겨 쉽게 구분할 수 있게 해 놓았다.

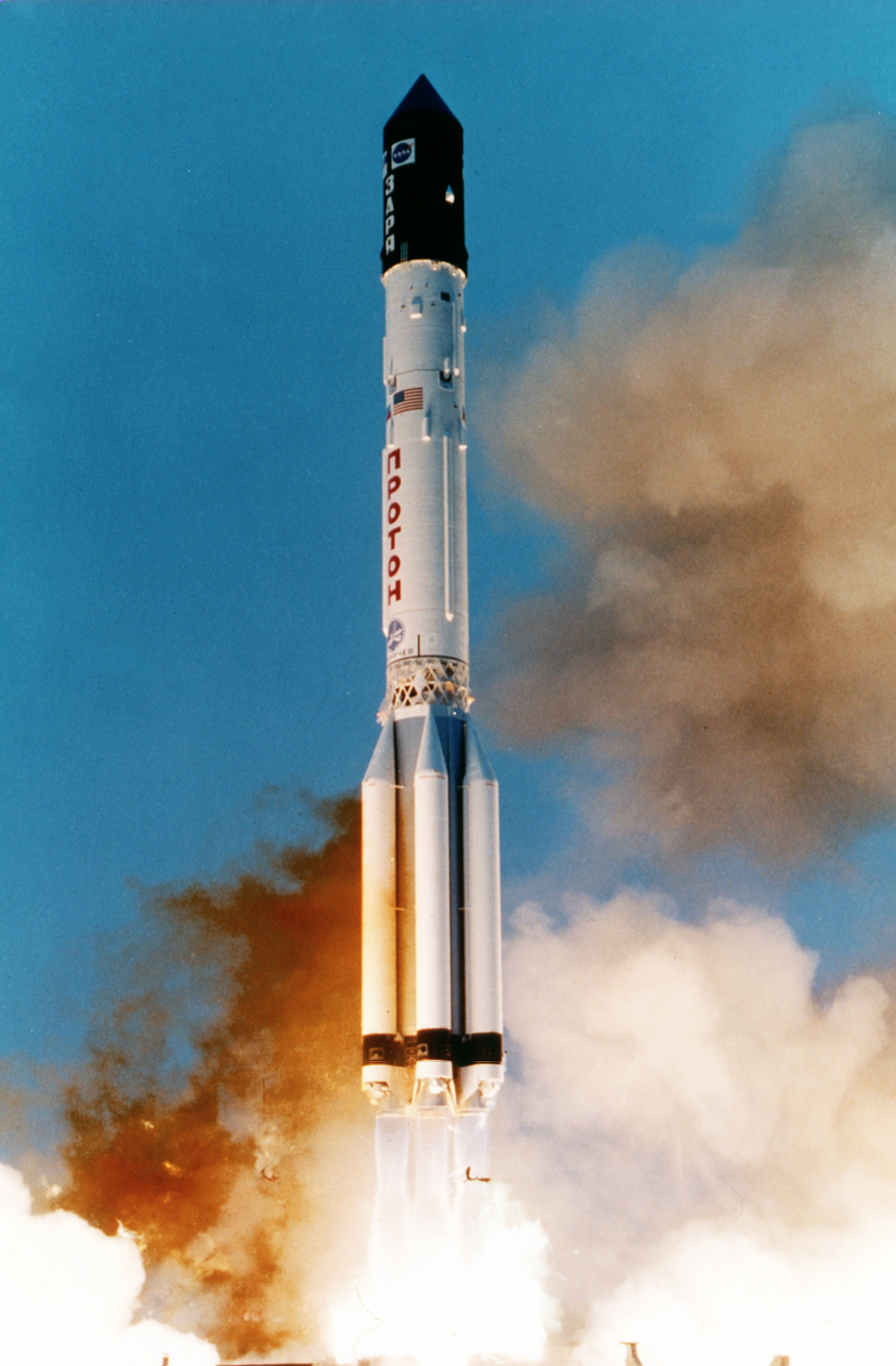
자랴 모듈의 발사

## 제원
- 궤도: 400km LEO
- 수명: 15년
- 길이: 12.56 m
- 직경: 4.11 m
- 태양 전지판 길이: 10.67 m
- 태양 전지판 폭: 3.35 m
- 중량: 42,600 lb (19,300 kg)

## 자랴 개량형
흐루니체프는 ISS에 추가하기 위해 제작 중인 자랴 개량 모델에 한국의 참여를 요청했다. 그러나, 한국의 교육과학기술부는 "돈이 목적이라서 아직까지 받아들일 계획이 없다." 고 밝혔다.

## 모듈 비교
- 자랴 모듈: 러시아 제작. 19톤. 최초의 모듈. 1998년 11월 발사. ISS의 궤도를 변경한다. 추락하는 것을 막는다. 추진 로켓이 달려 있다.
- 유니티 모듈: 미국 제작. 11톤. 2번 모듈. 1998년 12월 발사. 도킹 포인트가 6개나 있다. 여러 모듈을 연결시켜 준다.
- 즈베즈다 모듈: 러시아 제작. 19톤. 3번 모듈. 2000년 7월 발사. ISS의 우주인 거주 공간. 식사도 여기서 하며, 화장실도 있다.
- 데스티니 모듈: 미국 제작. 24톤. 4번 모듈. 2001년 2월 발사. 우주 실험실. 미국 우주인 체류 공간이다. 화장실이 없다.
- 하모니 모듈: 미국 제작. 14톤. 5번 모듈. 2007년 10월 발사. 우주 실험실
- 콜롬버스 모듈: 유럽 제작. 10톤. 6번 모듈. 2008년 2월 발사. 우주 실험실
- 키보 모듈: 일본 제작. 14톤+8톤. 7번 모듈. 2008년 5월 발사. 우주 실험실